# Krematorium v Hustopečích
Krematorium v Hustopečích u Brna se nachází na městském hřbitově na severovýchodním okraji města pod Starým vrchem s rozhlednou.

## Historie
Areál krematoria s obřadní síní, kancelářemi a žárovištěm byl postaven v letech 1996–1997, otevřen 19. června 1997. Část se žárovištěm a zázemím vlastní soukromá společnost, obřadní síň město Hustopeče.

### Popis
Architekturou komplex připomíná okolní stavby v obci a zároveň vychází z modelu hřbitovní kaple. Areál stojí v západní části městského hřbitova při cestě. Na čelní obdélnou budovu obřadní síně připomínající kapli navazují vzadu dvě podélné budovy vlastního krematoria a kanceláří, mezi kterými je malý dvůr. Všechny tři na sebe navazující stavby jsou kryty sedlovou střechou.